# Cortijos y Rascacielos
Cortijos y Rascacielos fue una revista de arquitectura editada en Madrid entre 1930 y 1954.

## Descripción

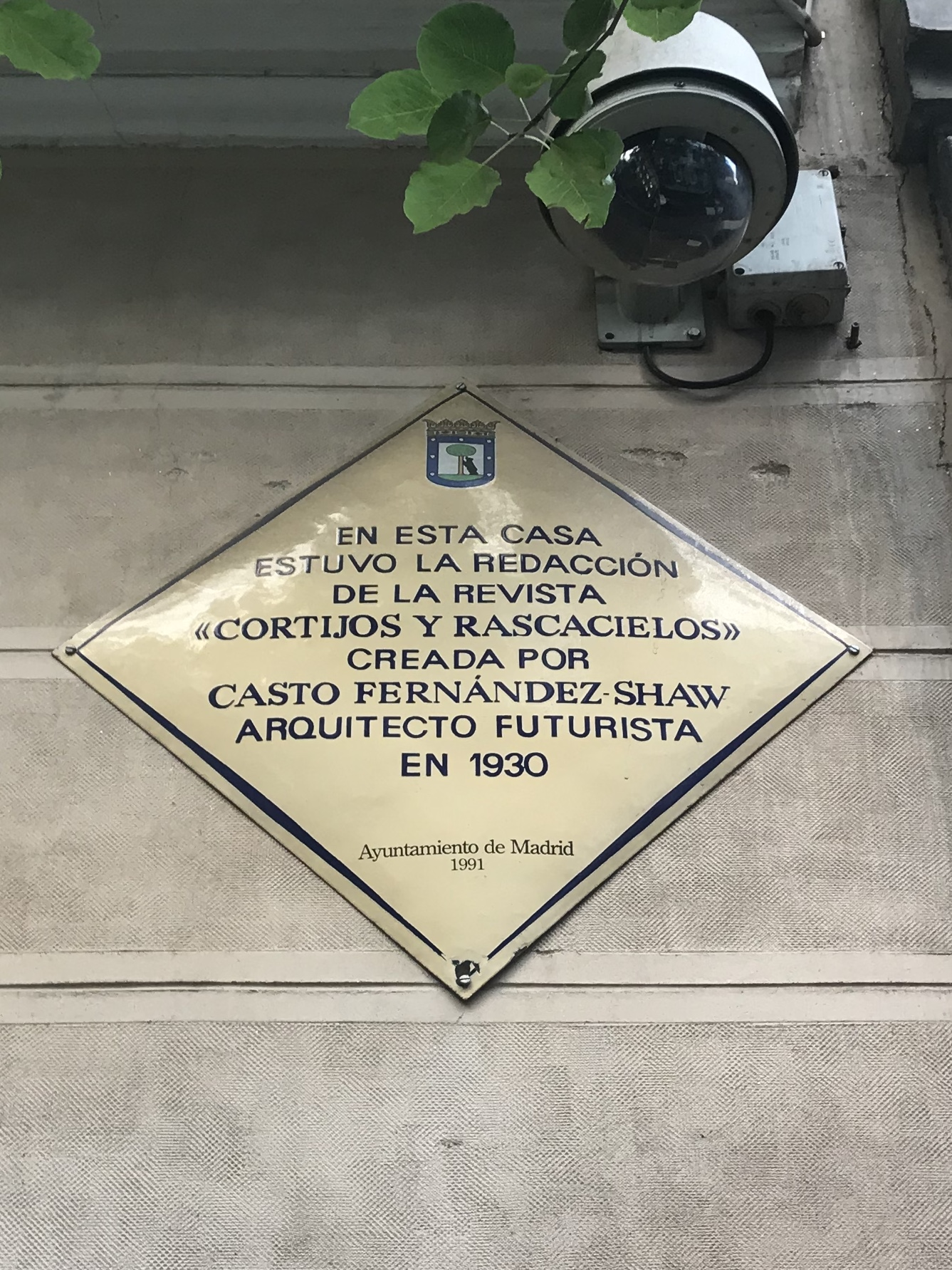
Placa en la calle de los Madrazo recordando la redacción de la revista

El primer número de la publicación apareció en 1930, tratándose de un proyecto impulsado por el arquitecto Casto Fernández-Shaw, que dirigió la revista en su primera época. Se subtituló "Casas de campo, Arquitectura, Decoración". La revista participó en sus primeros años de los ideales de modernización de la arquitectura española, combinados con las esencias de la arquitectura vernácula del país. Más adelante, tras la interrupción en su publicación desde el año de inicio de la guerra civil hasta 1944, dio paso a una etapa con bríos más tradicionalistas y nacionalistas en consonancia con el contexto ideológico reinante, si bien fue recuperando su apuesta por una arquitectura más abierta a los influjos externos hasta su cese en 1954. La segunda etapa fue dirigida por Guillermo Fernández-Shaw.